# Felipe Pérez y González
Felipe Pérez y González (Sevilla, 15 de mayo de 1854-Madrid, 16 de marzo de 1910) fue un escritor, periodista, humorista y folklorista español.

## Biografía
Desde los catorce años se dedicó al periodismo, a los quince escribió un juguete dramático cómico-político y a los dieciocho su primer libro de versos, El libro malo, una colección de ingeniosos epigramas. Sus primeros escritos aparecieron en los periódicos sevillanos La Mariposa y El Tío Clarín. Se licenció en Derecho con brillantez y trabajó como oficial del Archivo Municipal de Sevilla y como secretario de su Ayuntamiento, cargo del que dimitió para consagrarse en exclusiva a la literatura, el teatro y el periodismo en Madrid, hacia donde marchó a vivir en 1884.

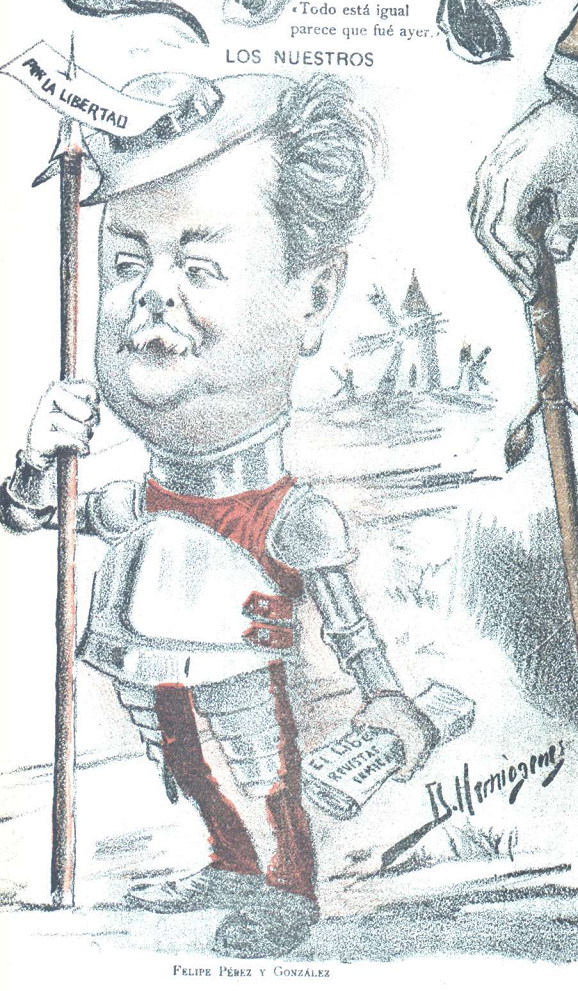
Felipe Pérez y González en Don Quijote, 1902.

Colaboró en El Motín, en El Progreso y en muchos otros diarios y revistas. Siendo procesado por uno de sus artículos, se acordó de que era abogado y se defendió él mismo. Escribió algún famosísimo libreto de género chico, como el de La Gran Vía (véase Historia de la Gran Vía), una especie de revista satírica en un acto y cinco cuadros que pretendía criticar la reforma de la famosa calle madrileña con música de Federico Chueca y de Joaquín Valverde; se estrenó el 2 de julio de 1886 en el Teatro Felipe con un éxito sin precedentes en la escena madrileña. La función duró cuatro horas, la tiple Lucía Pastor y el tenor Joaquín Manini tuvieron que repetir hasta dos y tres veces cada número; el éxito fue similar en todo el mundo y le hizo rico.
En 1892 entró en la redacción de El Liberal de Madrid. En 1893 fundó La Gran Vía, Revista Semanal Ilustrada. Su redacción servía de tertulia de dibujantes, escritores y humoristas como Ricardo Monasterio, Ramos Carrión, Tomás Luceño etcétera. Otras piezas dramáticas suyas son Con luz y a oscuras, Casi... Casi..., El oso y el centinela, Simón por horas, La villa del oso, Pasar la raya, Los vecinos del segundo, Los cortos de genio, Estoy que ardo, La manzana, El fruto prohibido, La jaula, Las oscuras golondrinas, Pelillo a la mar, París de Francia, Bonito soy yo, El barbián de la Persia, Recurso de casación, Las ligas verdes, El marquesito, Oro, plata, cobre y nada, Doña Inés del alma mía, El niño Jesús, Champagne, manzanilla y peleón etcétera. Póstumo apareció su libro Un año en sonetos, donde se percibe la gran facílidad versificatoria del autor y su gran vis cómica. Popularizó en El Liberal y en Blanco y Negro el pseudónimo Tello Téllez para firmar unas curiosísimas Efemérides.
Otros libros del autor, pero no de género dramático, son El libro malo, 1872; Tajos y reveses; Fuegos artificiales (1897); Pompas de jabón, 1896; El nuevo sistema métrico; Teatralerías (1897); Chucherías y fruslerías históricas, Peccata minuta, Salud y pesetas, Filibusterías y yankees al hombro, 1898; Un cuadro de historia, el poema Levantar muertos etcétera.
Poseedor de una gran cultura, escribió apuntes para una biografía de Luis Vélez de Guevara y editó en 1903 El Diablo Cojuelo de este autor. Como folklorista se le debe una gran colección de cuentos populares: ¿Quieres que te cuente un cuento? Pues allá van ciento (1897).